# Audrey Chen
Audrey Chen (* 1976) ist eine amerikanische Improvisationsmusikerin (Violoncello, Stimme, Elektronik, Komposition).

## Leben und Wirken
Chen, die am Rande von Chicago in einer chinesisch-taiwanesischen Akademikerfamilie aufwuchs, begann im Alter von acht Jahren, klassischen Unterricht auf dem Cello zu nehmen, mit elf Jahren erhielt sie auch Gesangsunterricht. Nach einem Konservatoriumsstudium mit einer Spezialisierung auf Neue und Alte Musik suchte sie seit 2003 nach einer eigenen Ästhetik.
Chens Spiel erkundet die Kombination und Schichtung von Modular-Synthesizern mit Stimme und Cello. Seit 2005 spielt sie im Duo mit Phil Minton, mit dem das Album By the Stream (Sub Rosa, 2011) entstand. Weitere Duos bestehen als Beam Splitter mit dem Posaunisten Henrik Munkeby Nørstebø (The Best Is Yet to Come), mit der Elektronikkünstlerin Kaffe Matthews (Breathing Air As Dark Swallows) und mit dem mexikanischen Klangkünstler Hugo Esquinca. Auch wirkte sie im Trio Mopcut mit Lukas König und Julien Desprez, zuvor auch im Trio mit Nate Wooley und Lionel Kaplan (Silo). Außerdem trat sie im Quartett mit Jeff Carey, Morten J. Olsen, Raed Yassin bzw. Miya Masaoka, Hans Grusel, Kenta Nagai sowie mit Frédéric Blondy, Michael Johnsen und Jérôme Noetinger auf. Weiterhin arbeitete sie mit Musikern wie Elliott Sharp, Phill Niblock, Alessandro Bosetti, Mats Gustafsson, Michael Zerang, Lê Quan Ninh, Joe McPhee, Susan Alcorn, Michel Doneda und Gianni Gebbia (Cello Meetings Vol. 3: Cave of the Tigers). Auch führte sie Soloprojekte auf. Sie tourte in Nordamerika, Asien, Europa und Neuseeland/Australien. Seit 2011 lebt sie in Berlin.